# 遠藤太津朗
遠藤 太津朗（えんどう たつお、1928年1月30日 - 2012年7月7日）は、日本の俳優。京都府京都市出身。本名および1973年までの旧芸名は遠藤 辰雄（読み同じ）。代表作は時代劇『銭形平次』、テレビドラマ『京都殺人案内』など。

## 来歴・人物
京都市下京区の生まれ。生家は製菓製造機の製造・販売業を営み、二男五女の長男。市立商務学校（現・京都市立松原中学校）を卒業後、家業を手伝いながら私立烏丸工業高校機械科夜間部に通う。少年時代から映画好きで、知人に誘われて地元青年会の演劇部に入ったことがきっかけで演劇熱が高まり、京都市の新劇の劇団に加わるが、家業を放り出して学校移動演劇や地方巡演に参加したため勘当された。
1955年に新東宝ニューフェイス（スターレット）第4期に合格。同期は本多一夫、万里昌代、三ツ矢歌子、原知佐子ら40人。『阿修羅三剣士』(1956)、『姑娘と五人の突撃兵』(1958)、『ソ連脱出 女軍医と偽狂人』(1958)などに端役で出演。
並行して京都での新劇公演も続け、クライストの『こわれがめ』(1955)やサルトルの『狂気と天才』(1959)などに出演しており、それが大阪テレビ（現朝日放送）の中西武夫プロデューサーの目に留まり、『部長刑事』に出演。それを契機に関西製作の映画・テレビ黎明期の各局のドラマに出演するようになる。
俳優だけで生活が出来るようになるまでは、運転手や沖仲仕などの肉体労働を中心に生計を立てねばならず、苦労が続いたが、1960年代に入ると、個性的な風貌と堅実な演技力から、テレビ・映画の双方で助演者として重宝がられて出演作が増え、デビューから1978年の『日本の首領・完結編』までの出演総本数は223本（本人の記録による）という売れっ子俳優になった。
テレビ時代劇での当たり役は、『銭形平次』第53話で藤尾純から引き継いだ、平次を敵視する岡っ引きの三ノ輪の万七役で、「万七親分」とお茶の間で親しまれた。大川橋蔵の告別式の際は、林家珍平とともに友人代表として弔辞を読んだ。
その他のテレビ時代劇では、欲深だが色仕掛けに弱く、悪でありながらどこか間が抜けている悪代官や悪徳商人のイメージを確立した役者の一人とされる。また、数回にわたって演じた新選組局長・芹沢鴨役により、「芹沢鴨＝悪役」のイメージを定着させた。
現代劇では、『京都殺人案内』での秋山捜査第一課長が当たり役となった。1984年のテレビドラマ『家族ゲームII』では、ふてぶてしく豪放磊落な父親をケレン味たっぷりに演じ、意表を突いたキャスティングは好評を博した。
役柄は圧倒的に悪役が多い。商業演劇でも貴重な助演者として活躍し、大川橋蔵や松平健ら、多くの役者の舞台を支えた。また、1971年には、同志とともに「赤かぶ座」を結成し、年2回の自主公演を行うなど、新劇への愛情は強かった。
1971年に京都市民映画祭助演男優賞、1978年には同映画祭特別功労賞を授与された。
2012年7月7日午前6時30分、心筋梗塞の為に死去、84歳没。
遺作は友人・藤田まことと21年共演していた、『京都殺人案内』第32作（2010年2月27日放送）であった。晩年は藤田の死去に衝撃を受け、一切の俳優活動をすることなく隠棲生活を送っていたという。

## 私生活
素顔の遠藤は極めて温厚な性格で、酒好き。若い俳優やスタッフらと酒を飲みながら熱心に語り合うことが多く、少々ホモっ気があるのかと思われるほどの文字通り膝を交えながらの歓談だったという。私生活では、1951年に熱烈な恋愛の末に結婚して二男をもうけ、たいへんな愛妻家であったという。

## 出演

### 映画
- 海女の戦慄（1957年、新東宝）
- 金語楼の海軍大将 (1959年、新東宝）
- 小早川家の秋（1961年、東宝 / 宝塚映画）
- 続・新悪名（1962年、大映） - 玉島甚五郎
- 放浪記（1962年、東宝／宝塚映画） - 編集長
- 女系家族（1963年、大映）
- 新・座頭市物語（1963年、大映） - 七五三吉
- 雑兵物語（1963年、大映）-孫六
- 喧嘩犬（1964年、大映）
- 座頭市あばれ凧（1964年、大映） - 竹屋の安五郎（吃安）
- 関東流れ者（1965年、東映） - 羽黒喜之助
- 色ごと師春団治（1965年、東映）
- 任侠木曽鴉（1965年、東映）
- 新鞍馬天狗（1965年、大映）
- 明治侠客伝 三代目襲名（1965年、東映）
- 兄弟仁義（1965年、東映）
- 股旅 三人やくざ (1965年、東映)
- 四畳半物語 娼婦しの（1966年、東映）
- 三等兵親分（1966年、東映） - 兵頭、瀬川昌治監督
- 女犯破戒（1966年、東映）
- 大魔神（1966年、大映） - 犬上軍十郎
- 眠狂四郎無頼剣（1966年、大映）
- 泥棒番付（1966年、大映）
- 三等兵親分出陣（1966年、東映）
- 海のGメン 太平洋の用心棒（1967年、大映）
- 一心太助 江戸っ子祭り（1967年、東映）
- 花札渡世（1967年、東映） - 春日井達造
- 銭形平次（1967年、東映）
- てなもんや幽霊道中（1967年、東宝）
- 河内遊侠伝（1967年、東映） - 竹庵和尚
- 座頭市牢破り（1967年、大映）
- 人間魚雷 あゝ回天特別攻撃隊（1968年、東映） - 徳永兵曹
- 日本侠客伝 絶縁状（1968年、東映）
- とむらい師たち（1968年)、大映京都） - 米倉
- 獄中の顔役（1968年、東映） - 本間猛
- ひとり狼（1968年、大映） - 荒神の岩松
- 若親分乗り込む（1968年、大映）
- 続やくざ坊主（1968年、大映）
- 緋牡丹博徒 一宿一飯（1968年、東映）
- 日本暴力団 組長と刺客（1969年、東映）
- 博徒一代　血祭り不動 (1969年、大映)
- 渡世人列伝（1969年、東映）
- 眠狂四郎円月殺法 (1969年、大映)
- 関東テキヤ一家 天王寺の決斗（1970年、東映）
- 遊侠列伝（1970年、東映）
- 関東テキヤ一家 喧嘩火祭り（1971年、東映）
- 未亡人ごろしの帝王（1971年、東映）
- 日本やくざ伝 総長への道（1971年、東映）
- 夜の手配師 すけ千人斬り（1971年、東映）
- 傷だらけの人生（1971年、東映）
- まむしの兄弟 お礼参り（1971年、東映）
- ポルノの帝王（1971年、東映）
- 現代ポルノ伝 先天性淫婦（1971年、東映）
- 博奕打ち外伝（1972年、東映）
- ゾロ目の三兄弟（1972年、東映）
- まむしの兄弟 傷害恐喝十八犯（1972年、東映）
- 賞金首 一瞬八人斬り（1972年、東映） - 蛭徳
- 男の代紋（1972年、東映） - 鬼高伝蔵
- 子連れ狼 親の心子の心（1972年、東宝） - 柳生烈堂
- 鉄砲玉の美学（1973年、ATG） ※声のみの出演
- まむしの兄弟 刑務所暮し四年半（1973年、東映）
- 仁義なき戦いシリーズ（東映）
  - 仁義なき戦い 広島死闘篇（1973年） - 時森勘市
  - 仁義なき戦い 代理戦争（1973年） - 相原重雄
  - 仁義なき戦い 頂上作戦（1974年） - 相原重雄
- 女番長（1973年、東映）
- 不良姐御伝 猪の鹿お蝶（1973年、東映）
- 三池監獄 兇悪犯（1973年、東映）
- 恐怖女子高校 不良悶絶グループ（1973年、東映） - 二階堂寛
- 新座頭市物語　笠間の血祭り (1973年、東宝)
- ポルノ時代劇 忘八武士道（1973年、東映）
- 山口組三代目シリーズ （東映）
  - 山口組三代目（1973年） - 大長政吉
  - 三代目襲名（1974年） - 黄源昌
- 殺人拳シリーズ（東映）
  - 激突! 殺人拳（1974年） - バヤン
  - 逆襲! 殺人拳（1974年） - 渡辺力三
- あゝ決戦航空隊（1974年、東映） - 寺岡謹平
- 脱獄広島殺人囚（1974年、東映） - 富松増夫
- 県警対組織暴力（1975年、東映） - 大原武男
- 日本暴力列島 京阪神殺しの軍団（1975年、東映） - 大槻正道
- 強盗放火殺人囚（1975年、東映） - 藤本喜久蔵
- バカ政ホラ政トッパ政（1976年、東映）
- 北陸代理戦争（1977年、東映） - 岡野信安
- ドーベルマン刑事（1977年、東映） - 藤川
- 日本の首領 完結篇（1978年、東映） - 吉野隆吉
- 赤穂城断絶（1978年、東映） - 吉田忠左衛門
- 水戸黄門 （1978年、東映） - 黒部八太夫
- 総長の首（1979年、東映） - 多田源三郎
- 炎のごとく（1981年、東宝）
- 吼えろ鉄拳（1981年、東映） - 楊玄徳
- 野獣刑事（1982年、東映） - 鬼頭
- 里見八犬伝（1983年、角川映画） - 蟇六
- 唐獅子株式会社（1983年、東映） - 島田清太郎
- 必殺! III 裏か表か（1986年、松竹） - 留守居役
- 童貞物語（1986年、東映）
- 夜汽車（1987年、東映） - 百鬼勇之助
- 極道の妻たちII（1987年、東映）
- GREEN BOY グリーンボーイ（1989年、松竹）
- くノ一忍法帖 自来也秘抄（1995年、東北新社）
- 新・第三の極道III（1996年、ミュージアム） - 大門春信

### テレビドラマ
- 部長刑事
  - 第27話「アパッチ御殿」（1959年、ABC）
  - 新・部長刑事 アーバンポリス24出海班編（1999年5月1日～2001年3月30日、ABC）- 松井吾郎
- 大阪野郎（1960年、YTV）
- 蝶々の私はお巡りさん（1960年、YTV）
- 雑草の歌　第121回「お灯明代」（1960年7月27日、KR）
- サンヨーテレビ劇場「ころすなかれ」 （1960年12月16日、TBS）
- ぜいろくと宿六（1961年、MBS）
- ごりがん人生（1961年、YTV）
- 休日の断崖（1961年、KTV）
- 夜の傾斜（1961年、KTV）
- 近鉄金曜劇場（ABC）
  - 「蔦」（1961年11月3日、TBS）
  - 「偸盗]（1962年2月2日、TBS）
  - 「千姫」 前編・後編（1962年4月20日・27日）
  - 「京洛の女」（1962年11月2日）
  - 「地蔵」（1964年6月12日、TBS）
  - 「岡田茉莉子シリーズ 誰に告げん」（1965年3月19日）
- ナショナル日曜観劇会「釜ヶ崎」（1961年11月5日、ABC）
- 選挙参謀（1961年、KTV）
- 文芸劇場 第25回「しぶちん」（1962年3月20日、NHK）
- 野望（1962年、KTV）
- 炎の河（1962年、MBS）
- 欲ぼけ色ぼけ（1962年、KTV）
- 東芝日曜劇場（TBS）
  - 第296回「上臈の人」（1962年8月5日）
  - 第424回「四角い玉子」（1965年1月17日、ABC）
  - 第440回「雀の涙」（1965年5月9日、ABC）
  - 第1605回「鬼とばし」（1987年10月11日、RKB）
  - 第1689回「あんた、好いとオ!」（1989年6月4日、RKB）
  - 第1829回「女無法松 小夏の初恋」（1992年3月22日、RKB）
- 幕末出世物語（1962年11月18日、ABC）
- 一坪の空（1962年11月20日、KTV）
- 愛のうず潮（1963年1月5日、KTV）
- 虎の子作戦（1963年3月 - 1964年4月、KTV）
- その影を砕け!（1963年、KTV）
- 花の旅路（1963年、KTV）
- しのぶという女（1964年、KTV）
- 拝啓カアチャン様 第8話（1964年、ABC）
- けったいな奴（1964年、YTV）
- 示談屋（1964年、KTV）
- ぼけなす人生（1964年、KTV）
- うそ八万騎 第19話（1964年10月28日、NTV）
- 海へ行きたい（1964年、KTV）
- 中之島ニッポン（1964年11月8日、ABC・TBS）
- 北条の石仏（1964年11月28日、YTV）
- ちよ銘仙 （1964年、KTV）
- 剣は知っていた （1965年、CX）
- 柳生武芸帳 第4話（1965年、NET）
- 王将物語（1965年、YTV）
- 人生劇場（1965年、CX）
- 柔一筋（1965年、NTV）
- 沙羅の門 （1965年、NTV）
- 新選組血風録 第2話・第3話（1965年 - 1966年、NET / 東映） - 芹沢鴨
- まごころ（1965年、KTV）
- 柔道水滸伝（1965年、CX）
- 青雲五人の男（1966年、NTV）
- 武田信玄（1966年、NTV）
- 柚子家の法事（1966年、KTV）
- 素浪人 月影兵庫 第1シリーズ 第22話「野にうぐいすが鳴いていた」（1966年、NET / 東映） - 富五郎
- 銭形平次（1967年 - 1984年、CX / 東映） - 三ノ輪の万七
- 鞍馬天狗（1967年、MBS）
- 船場（1967年、KTV）
- 俺は用心棒（1967年、NET / 東映） - 芹沢鴨
- 素浪人 花山大吉 第98話「恋する女は強かった」（1970年、NET / 東映） - 米甚
- 遠山の金さん捕物帳 （NET / 東映）
  - 第6話「踊らされた男」（1970年）- 車坂の源蔵
  - 第85話「さらわれた女」（1972年） - 法庵
- 紅つばめお雪 第7話「三ン下に最敬礼」（1970年、NET / 東映） - 弥十郎
- 徳川おんな絵巻 第36話「姫君と用心棒」（1971年、KTV / 東映） - 長次
- 忍法かげろう斬り 第23話「復讐の女豹」（1972年、KTV / 東映） - 児島内膳
- 必殺シリーズ（ABC / 松竹）
  - 必殺仕掛人 第2話「暗闘仕掛人殺し」（1972年） - 小野寺源十郎
  - 必殺仕置人 第5話「仏の首にナワかけろ」（1973年） - 黒達磨の大八
  - 助け人走る 第18話「放蕩大始末」（1974年） - 平八
  - 暗闇仕留人 第9話「懸想して候」（1974年） - 辰五郎
  - 必殺仕置屋稼業 第13話「一筆啓上過去が見えた」（1975年） - 伝兵衛
  - 新・必殺仕置人 第4話「暴徒無用」（1977年） - 伊右衛門
  - 必殺仕事人 第80話「踊り技回り舞台振り落し」（1980年） - 太兵衛
  - 新・必殺仕事人
    - 第32話「主水安心する」（1982年） - 大駒屋角兵衛
    - 第40話「主水ケチに感心する」（1982年） - 吉兵衛

  - 必殺仕事人意外伝 主水、第七騎兵隊と闘う 大利根ウエスタン月夜（1985年） - 飯岡の助五郎
  - 必殺仕事人V・激闘編 第4話「顔と態度で損した親分の一生」（1985年） - 吉蔵
  - 必殺仕事人V・旋風編（1986年 - 1987年） - 千代松
- 長谷川伸シリーズ 第1話「沓掛時次郎」（1972年、NET / 東映） - 大野木の百助
- 眠狂四郎 第3話「刃は時雨に濡れた」（1972年、KTV / 東映）
- 地獄の辰捕物控 第12話「女の目に海が光った」（1972年、NET / 東映）
- 新撰組 第1話「芹沢鴨死す 豪雨止まず」（1973年、CX / 東映） - 芹沢鴨
- 唖侍 鬼一法眼 第6話「血風峠」（1973年、NTV / 勝プロ） - 坂田刑部
- ぶらり信兵衛 道場破り 第29話「ともしび」（1974年、CX / 東映） - 酒田喜太郎
- おしどり右京捕物車 第1話「鞭」（1974年、ABC / 松竹） - 万蔵
- 座頭市物語 第9話「二人座頭市」（1974年、CX / 勝プロ） - 升五郎
- 影同心 第17話「二つ枕の殺し節」（1975年、MBS / 東映） - 北島主膳
- けんか安兵衛 第25話「刀をすてるとき」（1975年、KTV）
- 痛快! 河内山宗俊 第2話「ねりべい小路がひと肌ぬいだ」（1975年、CX / 勝プロ）
- 十手無用 九丁堀事件帖 第23話「ゆきと云う女」（1976年、NTV / 東映）
- お耳役秘帳 第19話「呪いのわら人形」（1976年、KTV / 歌舞伎座テレビ） - 吾平
- 桃太郎侍（NTV / 東映）1976年 - 1981年
  - 第7話「つばめの詩」（1976年） - 飯田屋
  - 第55話「子つばめ騒動記」 - 白石十太夫
  - 第103話「呑んべえ芸者騒動記」 - 秋田屋辰蔵
  - 第154話「お救い小屋の山猫娘」 - 木曽屋
- 遠山の金さん 杉良太郎版 第56話「可愛い女」（1976年、NET/東映）- 板倉屋善右衛門
- 人形佐七捕物帳 第1話「涙で咲いた愛の凧」（1977年、ANB / 東映） - 介十郎
- 新・座頭市 （CX、勝プロ）
  - 第1シリーズ 第29回「終わりなき旅路」（1977年）
  - 第2シリーズ 第4回「蛍」（1978年）
- 翔んでますえ（1979年、YTV）
- 長七郎天下ご免! （ANB / 東映）
  - 第29話「紫頭巾の女」（1980年）- 佐野屋八右衛門
  - 第47話「金襴緞子の影で泣け!」（1980年） - 源六
  - 第107話「げんこつ!涙の子守唄」（1982年） - 粂蔵
- 悪党狩り（12ch / 松竹 / 藤映像コーポレーション）
  - 第1話「地獄の道中手形」（1980年） - 倉成
  - 第13話「腕くらべ盗賊合戦」（1981年） - 金八
  - 第14話「義理に泣いた少年」（1981年） - 太兵衛
- 京都妖怪地図（1980年、ABC / 松竹）
- 土曜ワイド劇場（ANB）
  - 京舞妓殺人事件恐怖の浮気出張（1980年、ABC / 東映） - 寺小路徳麿
  - 京都妖怪地図1 - 4（1980年 - 1986年、ABC / 松竹） - 早川六助
  - 京都殺人案内シリーズ（1980年 - 2010年、松竹） - 秋山捜査第一課長
  - 死刑執行五分前・息子は犯人じゃない!（1981年、東映）
  - 花吹雪美人スリ三姉妹（1997年〜2000年、東通企画） - 鹿蔵
- 江戸の用心棒 第6話「胸さわぎ」（1981年、CX / 東宝 / 映像京都） - 銭屋徳兵衛
- 警視庁殺人課 第18話「ハイウェイ殺人事件 死の運び屋」（1981年、ANB / 東映）
- 天下御免の頑固おやじ 大久保彦左衛門（1982年、TBS） - 武蔵屋清兵衛
- 時代劇スペシャル / 紫頭巾 京洛の大粛正（1982年） - 浪花屋
- 遠山の金さん（ANB / 東映）
  - 第33話「戦慄! 十五発の殺人爆裂弾」（1982年） - 松蔵
  - 第59話「潜入! 魔のめじろ御殿の女」（1983年） - 藤波嘉平治
  - 第80話「十六夜殺人・悪夢をみた女!」（1983年）- 重蔵
  - 第111話「呪いの妖術・メトロノームに泣く女!」（1984年）- 坂田小十郎
  - 第130話「偽りの化粧・不良少女の母!」（1985年） - 向井甚内
- 松平右近事件帳（1982-1983年、NTV / ユニオン映画）
  - 第8話「夫婦のきずな」 - 上州屋
  - 第29話「試し撃ち」 - 土岐大和守
- 新・松平右近 第5話「花嫁売ります」(1983年、NTV / ユニオン映画） - 牧野主膳
- 柳生十兵衛あばれ旅 第12話「ああ花嫁狂騒曲」（1983年、ANB / 東映） - 金兵衛
- 木曜ゴールデンドラマ / 幻の殺意（1983年2月、YTV）
- 長七郎江戸日記 （NTV / ユニオン映画）
  - 第1シリーズ
    - 第14話「琉球使節異聞」（1984年1月24日） - 小林高斎
    - 第26話「右平次が打首になる日」（1984年5月29日） - 久保長門
    - 第32話「とらわれた長七郎」（1984年8月21日） - 八郎太
    - 第66話「からくり人形使い」（1985年6月25日） - 中津川木堂

  - 第2シリーズ　スペシャル「ふたり長七郎・京の舞い」（1988年12月27日） - 八坂刑部
- 家族ゲームII（1984年、TBS） - 殿村作造
- 3年B組金八先生 スペシャルIII 「小さな嘘」（1984年、TBS） - 中川鉄工社長
- 若大将天下ご免!（ANB / 東映）
  - 第5話「父のない子に赤い靴!」（1987年） - 日下軍兵衛
  - 第37話「葵の御紋を斬る女!」（1987年） - 岡野出羽守
- 三匹が斬る! シリーズ（ANB / 東映）
  - 三匹が斬る！ 第1話「十萬両!ここが名代の浮世風呂」（1987年） - 聖天の庄兵衛
  - 続・三匹が斬る! 第2話「雇われの、三日亭主で剣難女難!」（1988年） - 太田監物
- 名奉行 遠山の金さん（ANB / 東映）
  - 第1シリーズ 第12話「若手同心の恋」（1988年7月21日） - 甚兵衛
  - 第2シリーズ 第15話「美女誘拐!悪事が匂う蔵の中」（1989年9月21日） - 菊屋利兵衛
  - 第4シリーズ
    - 第8話「素浪人 最後の勝負」（1992年1月16日） - 嘉兵衛
    - 第20話「妻を売った武士」（1992年5月7日） - 江戸屋作蔵

  - 第5シリーズ 第25話「罠にはまった盗賊夫婦」（1993年11月4日） - 宗像道庵
  - 第6シリーズ 第1話「（秘）大奥女中謎の死」（1994年6月9日） - 浜田屋嘉兵衛
- 京都サスペンス / 曲水の宴・華やかな殺意（1988年11月、KTV / 東映）
- 八百八町夢日記 第1シリーズ 第8話「強請」（1989年、NTV / ユニオン映画） - 卍屋徳兵衛
- 月影兵庫あばれ旅 第1シリーズ 第8話「殺したのは私じゃない」（1989年、TX / 松竹） - 丸橋屋利兵衛
- 殿さま風来坊隠れ旅（1994年、東映 / ANB） - 田沼主殿頭意次
  - 第1話「青年藩主失踪!!次期将軍の座を捨て、混乱の市中へ!田沼悪政に正義の鷹が翔ぶ!」（2時間スペシャル）
  - 最終話[6]「次期将軍は誰!?御三家女の乱」
- 江戸中町奉行所 第1シリーズ 第2話「私怨無用の闇始末」（1990年、TX / 松竹） - 肥前屋仙右衛門
- 神谷玄次郎捕物控 第11話「霧の果て」（1990年、CX / 松竹）
- 江戸の用心棒 第17話「走れ!夜逃げ屋」（1994年、NTV / ユニオン映画） - 丁字屋万兵衛
- 鬼平犯科帳 第5シリーズ 第1話「土蜘蛛の金五郎」（1994年、CX / 松竹） - 土蜘蛛の金五郎
- 蔵の宿（2000年、CBC）
- コンビにまりあ（2001年、CBC） - 有馬留吉
- 御家人斬九郎 第5シリーズ 第5話「ゆうれい長屋」（2002年、CX / 映像京都） - 孫兵衛
- 新キッズ・ウォー2（2006年、CBC） - 遠山義明

〈その他 ゲスト出演多数の作品〉
- ナショナル劇場（TBS / C.A.L）※のべ51回出演
  - 水戸黄門 ※映画版を含め計41回出演
    - 第1部 第23話「初春役者騒動記 -高山-」（1970年1月5日） - 鬼瓦
    - 第4部 第28話「庄助さんの娘 -会津若松-」（1973年7月30日） - 笹屋重吉 ※ 遠藤辰雄名義
    - 第5部
      - 第3話「命をかけた友情 -塩山-」（1974年4月15日） - 甲州屋仁助
      - 第10話「恋にかける天の橋立 -宮津-」（1974年6月3日） - 黒川刑部
      - 第18話「身がわり花嫁 -宇和島-」（1974年8月5日） - 飛竜屋伝左衛門

    - 第6部
      - 第2話「哀愁稗搗節 -宮崎-」（1975年4月7日） - 武藤軍太夫
      - 第27話「箱根の山は天下の嶮 -箱根-」（1975年9月29日） - 大沼主膳

    - 第7部
      - 第16話「突っ走れ！！韋駄天野郎 -鶴岡-」（1976年9月6日） - 出羽屋徳左衛門
      - 第21話「江戸から来た密使 -新発田-」（1976年10月11日） - 大木道庵

    - 第8部
      - 第13話「芝居になった漫遊記 -伊勢-」（1977年10月10日） - 山室軍兵衛
      - 第27話「熱湯に浸った悪い奴 -別府-」（1978年1月16日） - 島田左近

    - 第9部 第4話「芝居になった悪い奴 -福島-」（1978年8月28日） - 鬼頭刑部
    - 第10部
      - 第2話「女度胸の鉄火肌 -神奈川-」（1979年8月20日） - 相模屋重蔵
      - 第8話「関所の沙汰は銭次第 -新居-」（1979年10月1日） - 村越左太夫
      - 第25話「白いお髯の千里眼 -八王子-」（1980年2月4日） - 藤堂玄八郎

    - 第11部 第5話「黄門さまを叱った娘 -新庄-」（1980年9月15日） - 塚原軍太夫
    - 第12部
      - 第9話「闇に閃く白頭巾 -膳所-」（1981年10月26日） - 原帯刀
      - 第24話「白いお髯の大親分 -追分-」（1982年2月8日） - 栗木主水之丞

    - 第13部
      - 第8話「悲願を秘めた蜆売り -吉田-」（1982年12月6日） - 山崎将監
      - 第26話「六十余州は日本晴れ -鹿児島、水戸-」（1983年4月11日） - 浜村屋

    - 第14部 第21話「鬼が棲んでた地獄島 -佐渡-」（1984年3月19日） - 銭屋七郎兵衛
    - 第15部
      - 第2話「助格駕籠屋と客引き老公 -松山-」（1985年2月4日） - 幡野万右ヱ門
      - 第25話「友を救った男の真実 -小浜-」（1985年7月15日） - 灘屋

    - 第16部 第12話「京人形に賭けた芸妓の意地 -京-」（1986年7月14日） - 和田屋
    - 第17部 第19話「悪を懲らした石見神楽 - 浜田-」（1988年1月4日） - 二見九太夫
    - 第18部
      - 第11話「姫様・馬子が瓜二つ -犬山-」（1988年11月21日） - 門田主水
      - 第33話「天下を裁く御意見番 -江戸-」（1989年5月1日） - 森谷刑部

    - 第19部 第27話「邪念払った鬼瓦 -深谷-」（1990年4月2日） - 治武田治武衛門
    - 第20部 第5話「鰻が祟った幽霊旅籠 -浜松-」（1990年11月26日） - 味岡郷太夫
    - 第23部 第3話「泣き笑い幽霊旅籠 -熊谷-」（1994年8月15日） - 赤浜屋伝兵衛
    - 第27部 第14話「母と逢わせた観音様 -大館-」（1999年6月21日） - 鳴海源之亮
    - 第35部 第1話～第9話（2005年10月10日〜12月5日） - 闇の布袋

  - 大岡越前
    - 第5部 第3話「欲しかった思い遣り」（1978年2月20日） - 竹内道庵
    - 第6部 第9話「千両富は俺のもの!」（1982年5月3日） - 福田屋宗左衛門
    - 第7部 第2話「紅蜘蛛の娘」（1983年4月25日） - 分銅屋喜左衛門
    - 第8部 第8話「美女を餌食の悪徳仁術」（1984年9月10日） - 玄妙堂
    - 第9部 第13話「阿片暴いた鉄拳仁術」（1986年1月20日） - 本村玄堂

  - 江戸を斬る
    - II 第5話「消えた江戸小町-」（1975年） - 美濃屋
    - III 第18話「医は仁術か算術か」（1977年） - 渡辺良斎
    - V （1980年）
      - 第12話「鍾馗人形殺人事件」 - 平戸屋市兵衛
      - 第19話「金太が落ちた恋地獄」 - 山浦屋吾兵衛

    - VI 第22話「小鈴に誓つた恋三味線」（1981年） - 大黒屋義兵衛
- 暴れん坊将軍（ANB / 東映）
  - 吉宗評判記 暴れん坊将軍
    - 第40話「翔べ!下町の神童」（1978年） - 九兵衛
    - 第46話「天下御免のお年玉」（1979年） - 大内山宗俊
    - 第77話「紀州から来た花嫁」（1979年） - 白木屋清兵衛
    - 第86話「天下御免の大泥棒」（1979年） - 鷹野備前守
    - 第87話「八百万石を狙う凶弾」（1979年） - 鷹野備前守
    - 第106話「将軍はんて何どすえ?」（1980年） - 五寅屋大八
    - 第118話「天下御免の盗ッ人修業」（1980年） - 鷹野備前守
    - 第148話「日本一の小泥棒」（1981年） - 吉兵衛
    - 第198話「あわれ、残んの花ちりぬ」（1982年） - 荻原監物

  - 暴れん坊将軍II
    - 第5話「狸に化けた弁天様」（1983年） - 甚左
    - 第37話「女もつらいよ 母なれば」（1983年） - 聖天の寅五郎
    - 第51話「走れ! 盗っ人父子の千両旅」（1984年） - 政五郎
    - 第75話「そっくり新さん恋の仇討ち!」（1984年） - 赤松堂十郎／堂十郎の父（二役）
    - 第93話「天下を占う大姐御!」（1985年） - 柳沢帯刀
    - 第110話「妹よ! この兄に罪ありや」(1985年） - 尾形郡兵衛
    - 第128話「祭り囃子が刺客を招く!」（1985年） - 磯部兵太夫
    - 第153話「あかりが欲しい！恋の辻占」（1986年） - 堀重太夫
    - 第172話「め組が消えた異変街道!」（1986年） - 榊原主水正

  - 暴れん坊将軍III
    - 第11話「河原の黄金を盗んだ奴!」（1988年） - 佃の栄五郎
    - 第30話「阿呆と呼ばれた名将軍」（1988年） - 有馬左京太夫
    - 第48話「恋も思案のおてんば剣法」（1989年） - 坂部主膳
    - 第61話「淡雪に祈りの恋奉公!」（1989年） - 稲葉大和守
    - 第75話「痛快! 天下を正す目安箱」（1989年） - 大曽根下野守
    - 第100話「春遠き お捨屋敷の女」（1990年） - 江坂屋久右衛門
    - 第113話「誇り高き父！」（1990年） - 桂田石舟

  - 暴れん坊将軍IV
    - 第17話「泣くな妹よ、母ありせば!」（1991年） - 藤馬伊勢守
    - 第51話「隠された壱千万両 家康の埋蔵金を追え!」（1992年） - 喜之助
    - 第66話「めおと三味線 上州しぐれ!」（1992年） - 佐野屋六兵衛

  - 暴れん坊将軍V
    - 第2話「隠居金千両の行方」（1993年） - 文造
    - 第36話「争奪! 石田三成の密書」（1994年） - 田丸伊豫守

  - 暴れん坊将軍VI
    - 第3話「若殿新さんいじめられる!」（1994年） - 日下部右京太夫
    - 第20話「無法許さぬあさり剣法」（1995年） - 横井沢監物

  - 暴れん坊将軍VII
    - 第11話「魔剣! 鮮血の花嫁」（1996年） - 梶川兵部

### Vシネマ
- おんな犯科帳 江戸拷問刑罰抄1,2（1995年、キングレコード） - 与力 ホンマシンスケ(塩谷小十郎の上司)
- 新・第三の極道Ⅳ（1996年、ミュージアム） - 大門春信（元・大門組組長）

### バラエティー番組
- 今夜は最高!（日本テレビ）
- クイズ面白ゼミナール（NHK総合）
- 花の女子校 聖カトレア学園（テレビ東京）